# تلتاك (ميانكوه)
تلتاك (بالفارسية: تلتاک) هي قرية تقع في إيران في Miankuh Rural District. يقدر عدد سكانها بـ 99 نسمة بحسب إحصاء 2016.